# مونگر
شهر مونگر (به انگلیسی: Munger) با جمعیت ۲۲۰٫۲۴۰ نفر در ایالت بیهار در کشور هند واقع شده‌است.